# Château du Raincy
El château du Raincy fue un château que fue construido entre 1643 y 1650 por Jacques Bordier, Intendente de Finanzas, en el sitio de un antiguo priorato de la Abadía benedictina de Tiron en el camino a París en Meaux, en el actual municipio de Raincy (Seine-Saint-Denis). Fue destruido en 1819.

## Historia

### El castillo de Jacques Bordier

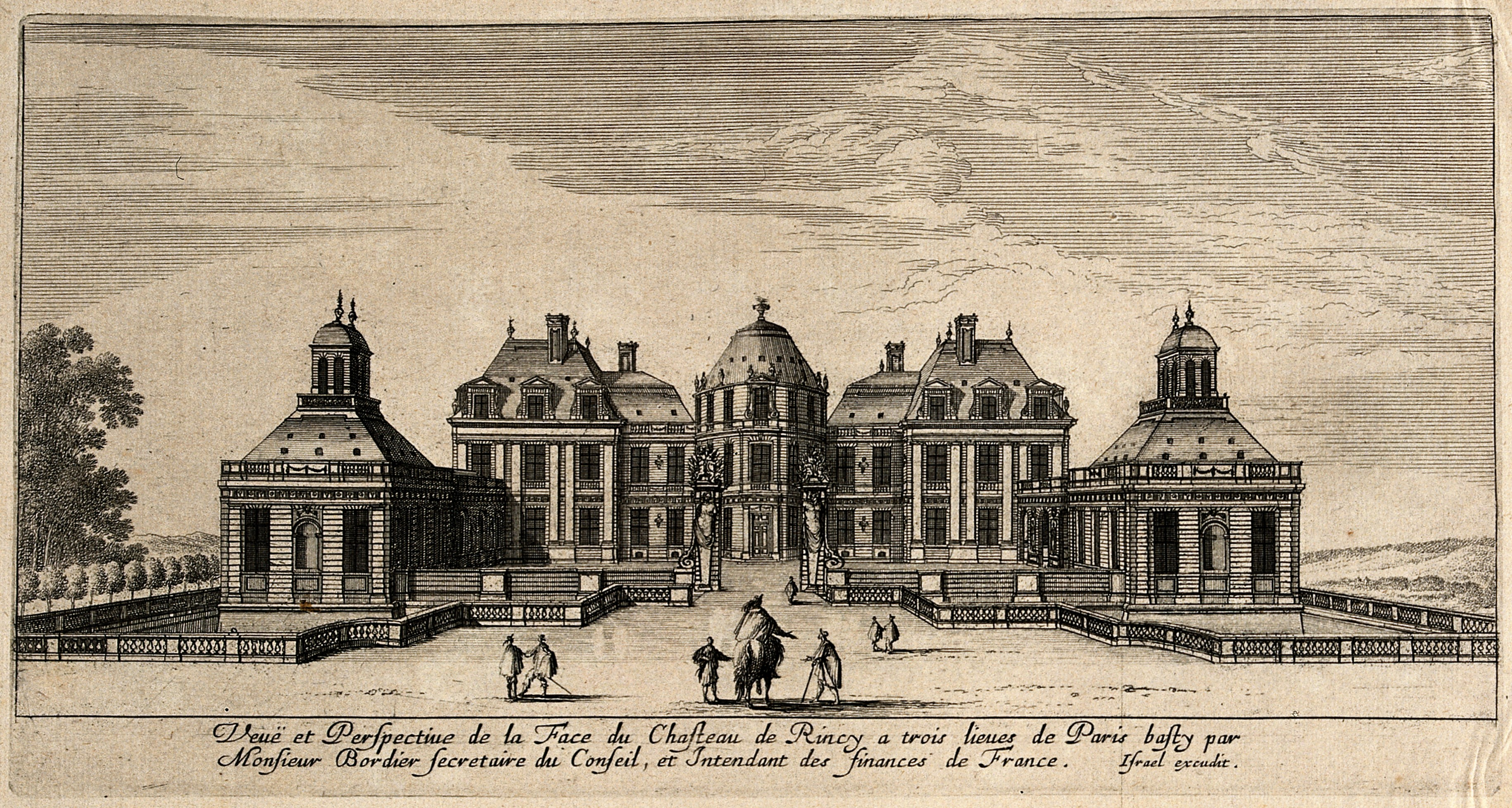
El Château du Raincy al lado de la entrada.

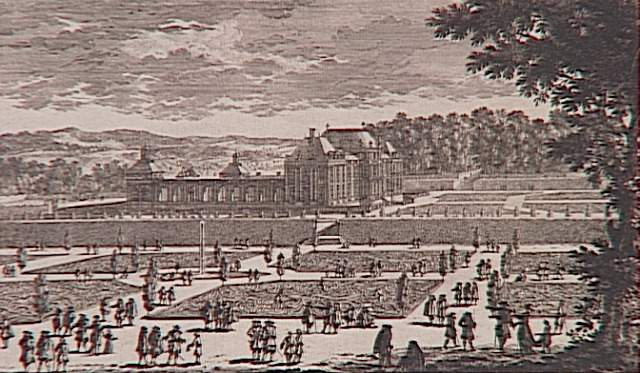

En 1633, " la tierra de los rincis » fue comprado por Jacques Bordier, Consejero de Estado e Intendente Financiero del Rey Luis XIII, quien construyó en 1640, en el sitio de un priorato en ruinas, un castillo de magnificencia real. Louis Le Vau se encargó de la construcción del edificio y, según la tradición, André Le Nôtre de los jardines y Charles Le Brun de la decoración interior en la que también trabajaron François Perrier, Van Obstal, Charles-Alphonse Dufresnoy, Philippe de Buyster, Louis Testelin y Giovanni-Francesco Romanelli . Rodeado de fosos secos y flanqueado por cinco pabellones, el Château du Raincy fue una residencia de magnificencia real. Los establos monumentales tenían capacidad para 200 caballos. El parque de 240 hectáreas era uno de los más grandes de la región de París. La obra costó la fabulosa suma de 4 500 000 livres  y engulló la fortuna de Jacques Bordier . El rey Luis XIV, acompañado de su madre Ana de Austria, acudió especialmente para inaugurar el castillo, cuya notoriedad había llegado a la corte.
Alrededor de 1652, Bordier recibió permiso para cercar el parque, que hasta entonces había sido indistinguible del vasto bosque de Bondy .

### La Princesa Palatina, Ana de Gonzaga de Cleves
A su muerte en 1660, la finca pasó a su hijo, Hilaire Bordier, quien la vendió en12 septembre 166312 de septiembre de 1663 a la princesa Ana de Gonzaga de Cleves, esposa de Eduardo de Baviera (Pfalz-Simmern), príncipe palatino del Rin. A su muerte en 1684, la herencia pasó a su hija, Ana de Baviera (1648-1723), esposa de Henri Jules de Bourbon-Condé, primer príncipe de sangre.
Fue el lugar de veraneo de muchas personalidades eminentes : Luis XIV, Luis XV, el Gran Condé, el Zar Pedro el Grande, la familia Orleans, Madame de Montesson, la cortesana escocesa Grace Elliott Dalrymple . En 1664, ante Anne de Gonzague, Molière estrenó allí el Tartufo .Château du RaincyChâteau du Raincy

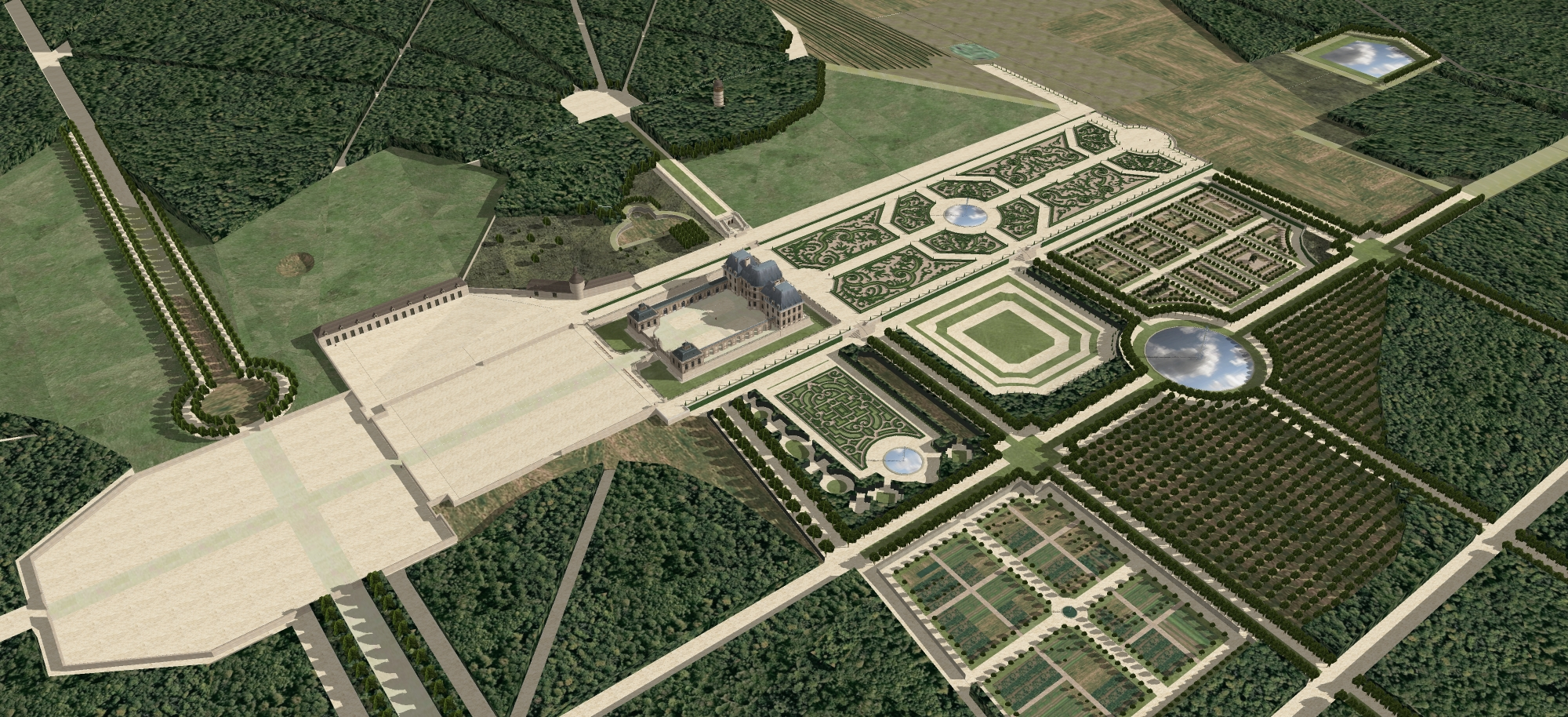
Vista caballeresca de la finca Raincy en 1663.
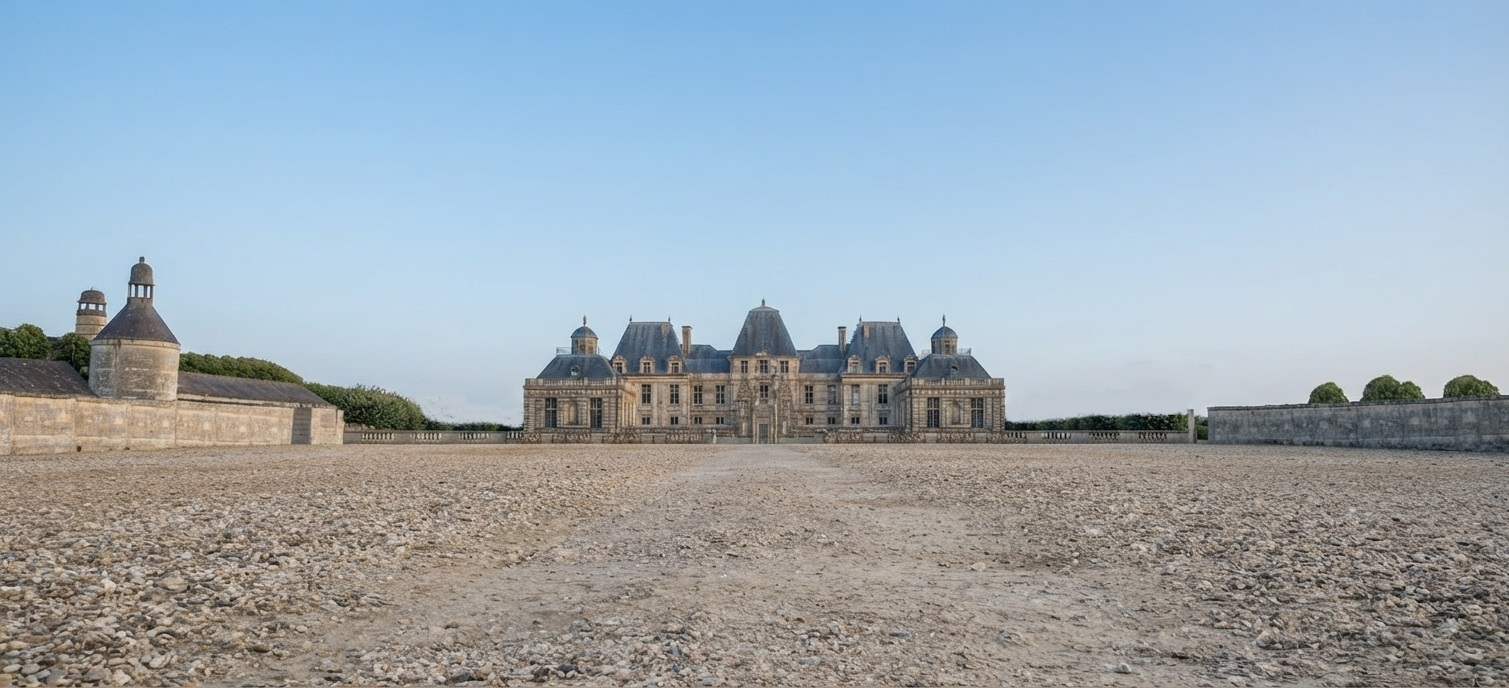
Vista del castillo desde la entrada.
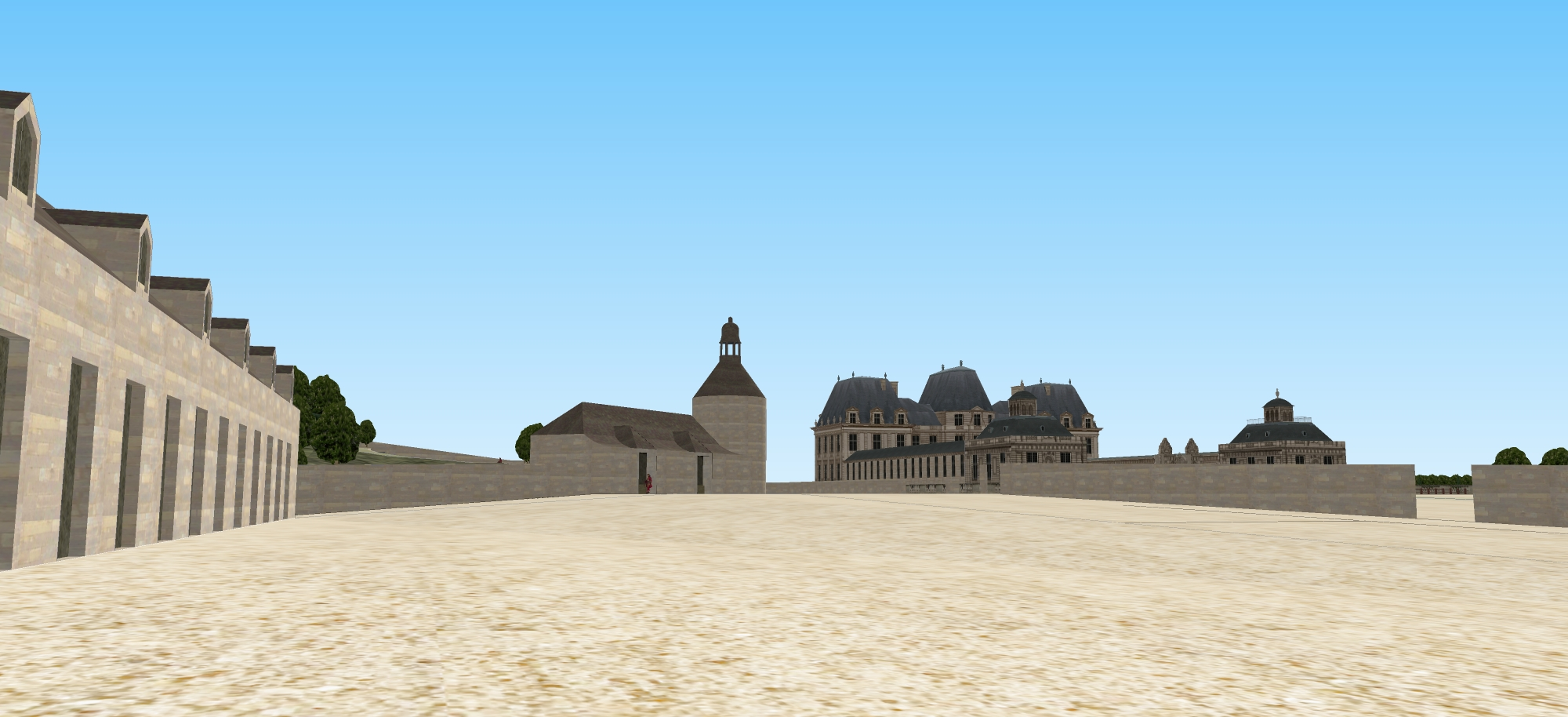
Vista desde las caballerizas del castillo.
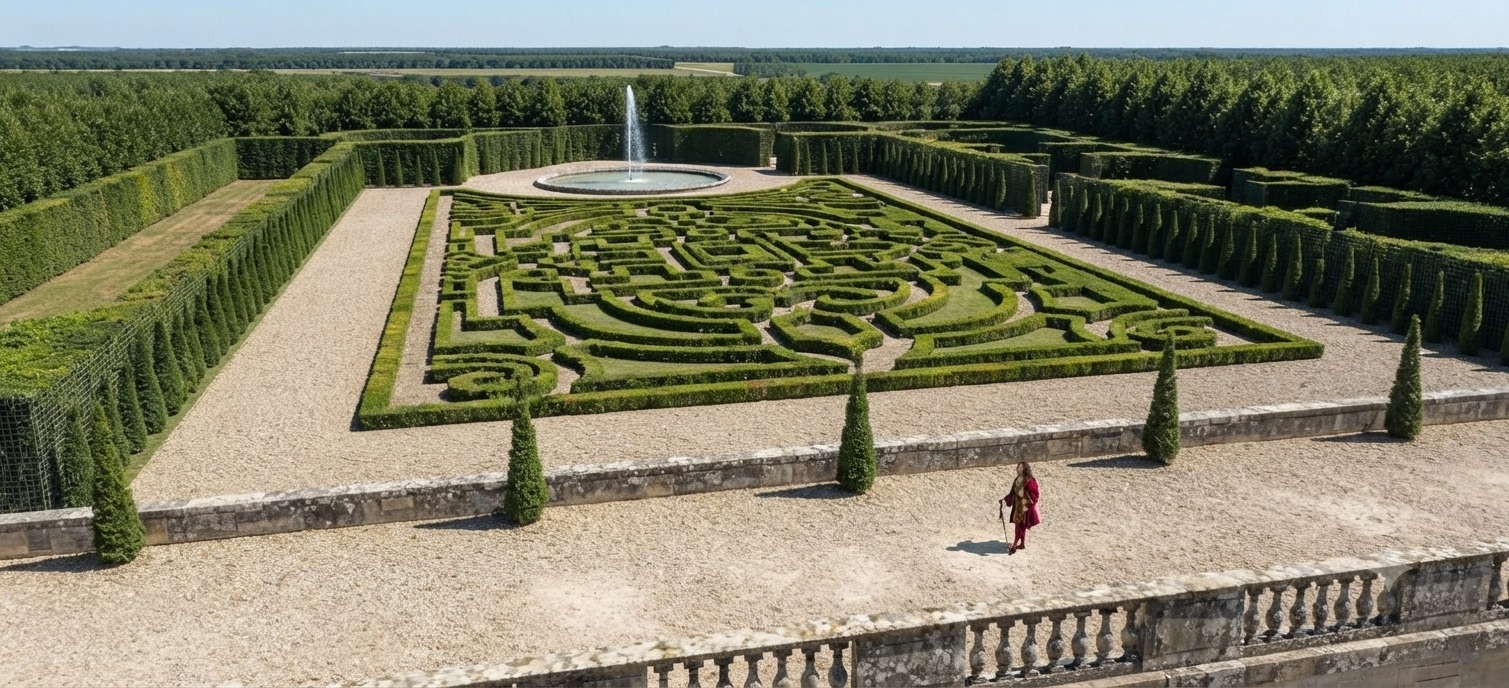
Vista del parterre de bordados calcado "à l'Anglaise".
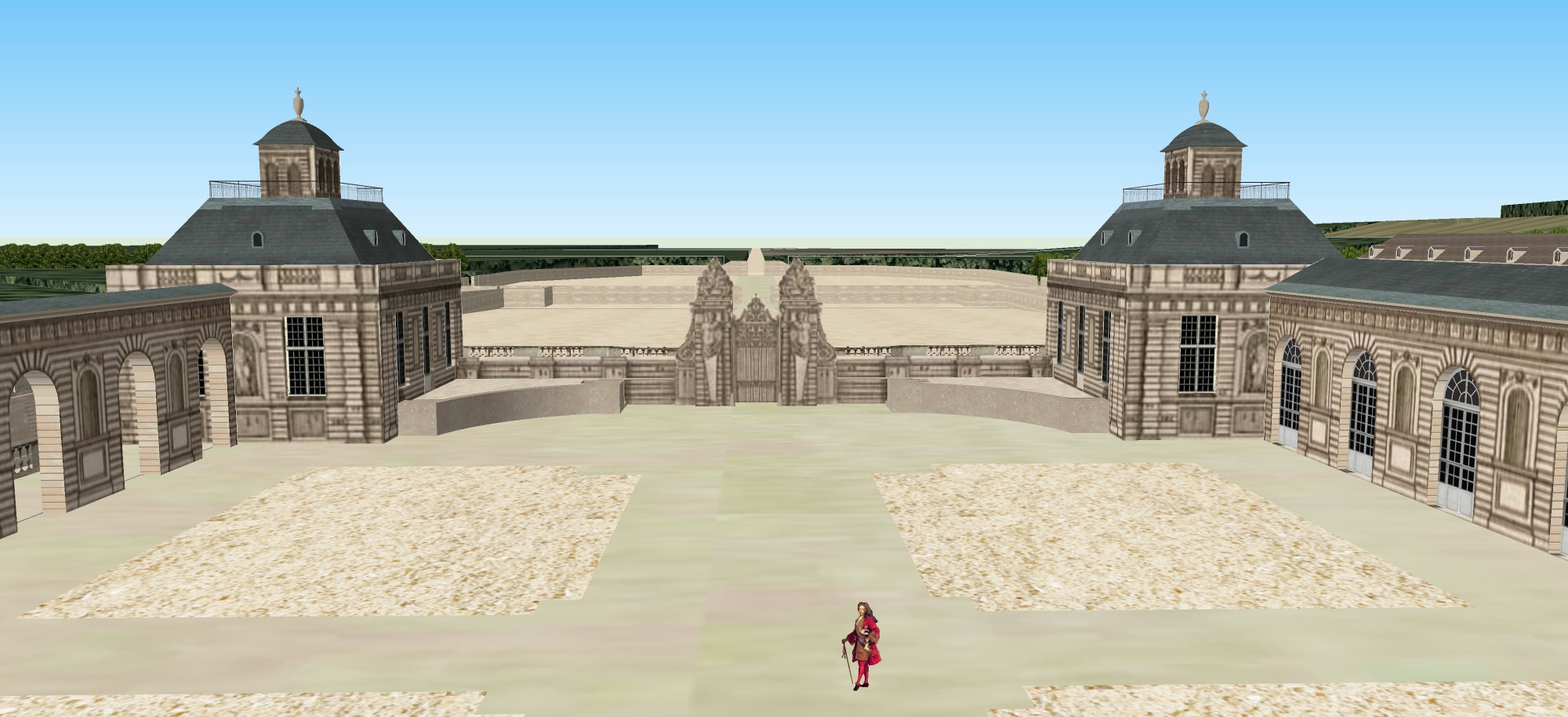
Vista desde el salón oval, en el primer piso del castillo, hacia el patio.
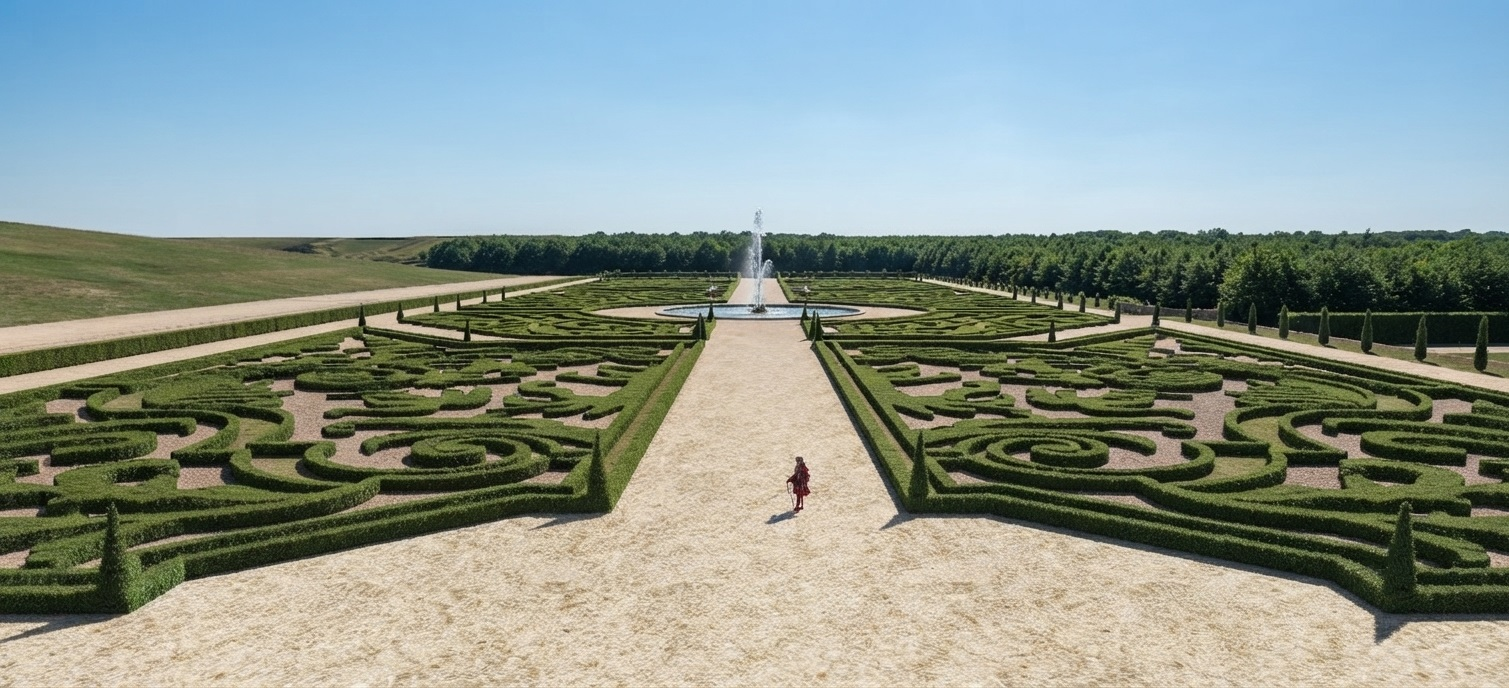
[fr→es]Vue de la perspective depuis le Salon Ovale, au premier étage du château.
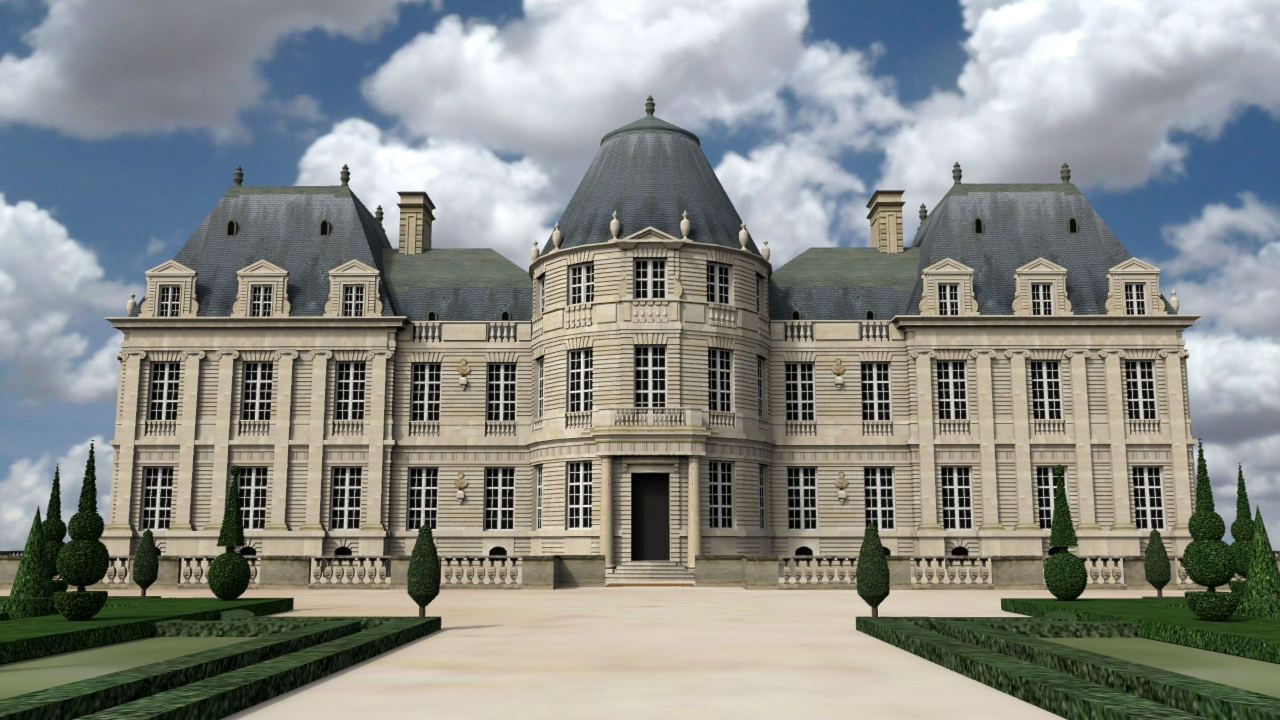
[fr→es]vue du château depuis le début du parterre.
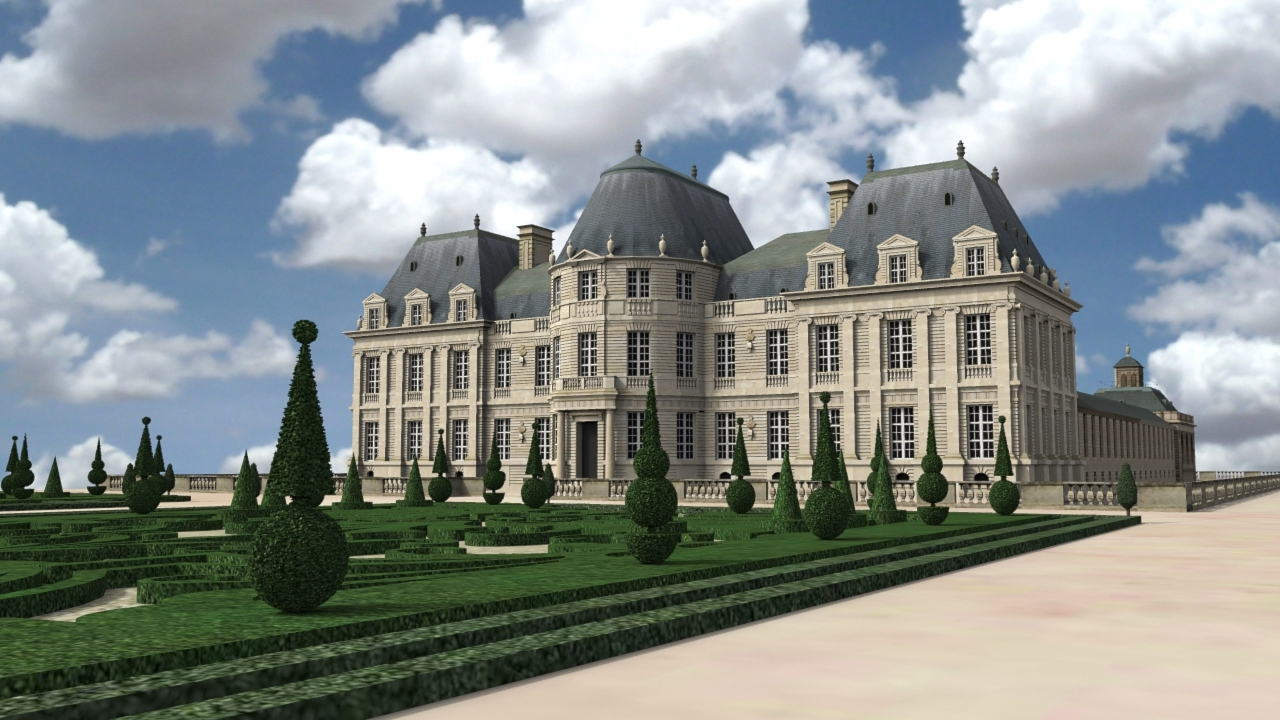
[fr→es]Vue du château de biais, du côté du parterre.
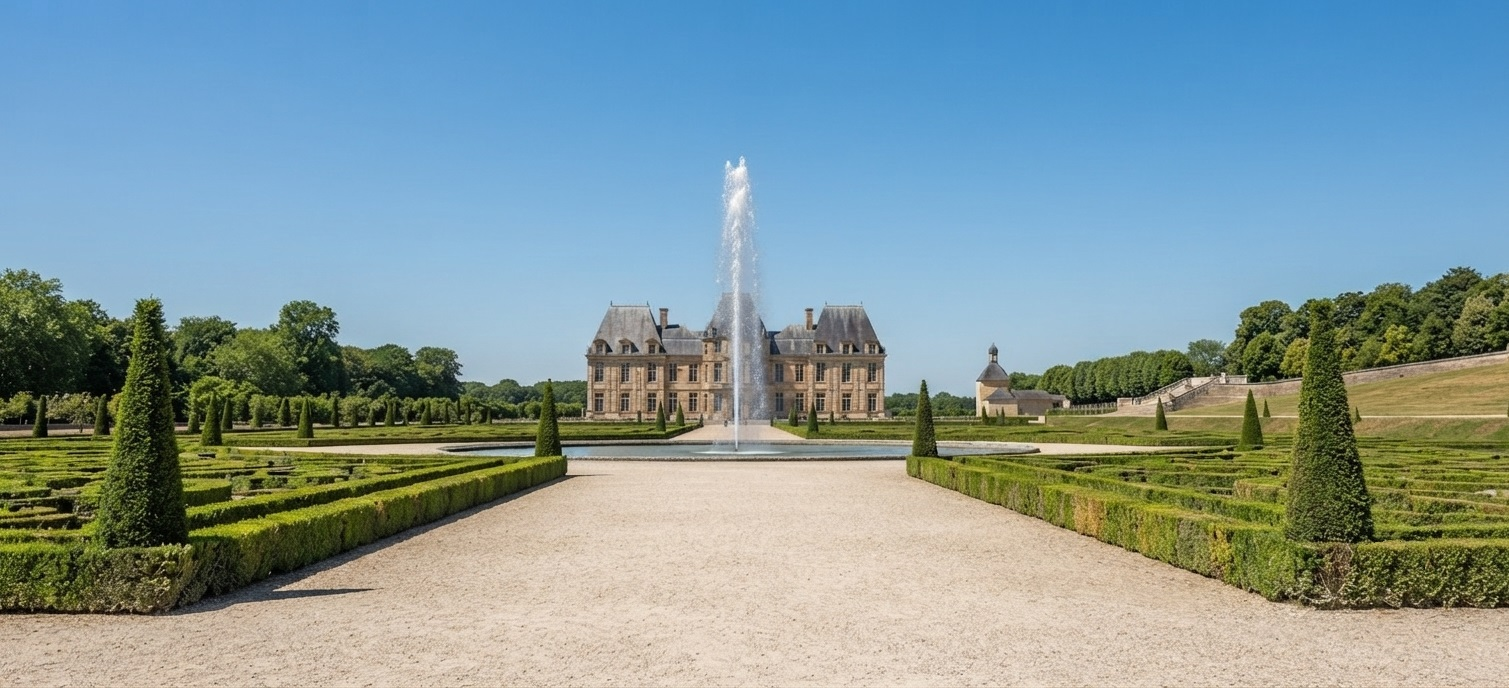
[fr→es]Vue depuis le parterre en direction du château.
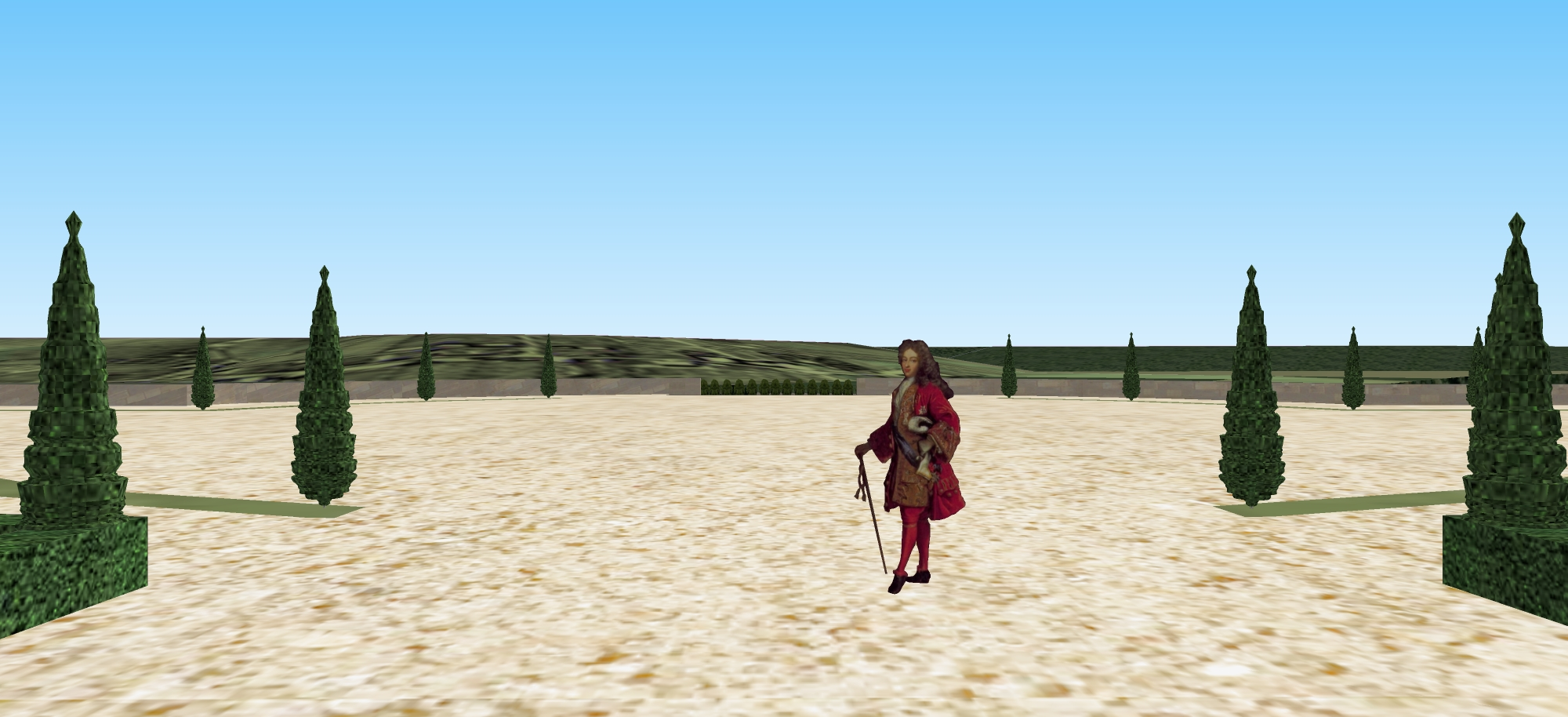
[fr→es]Vue depuis le bout du parterre. Le jardin semble s'achever.
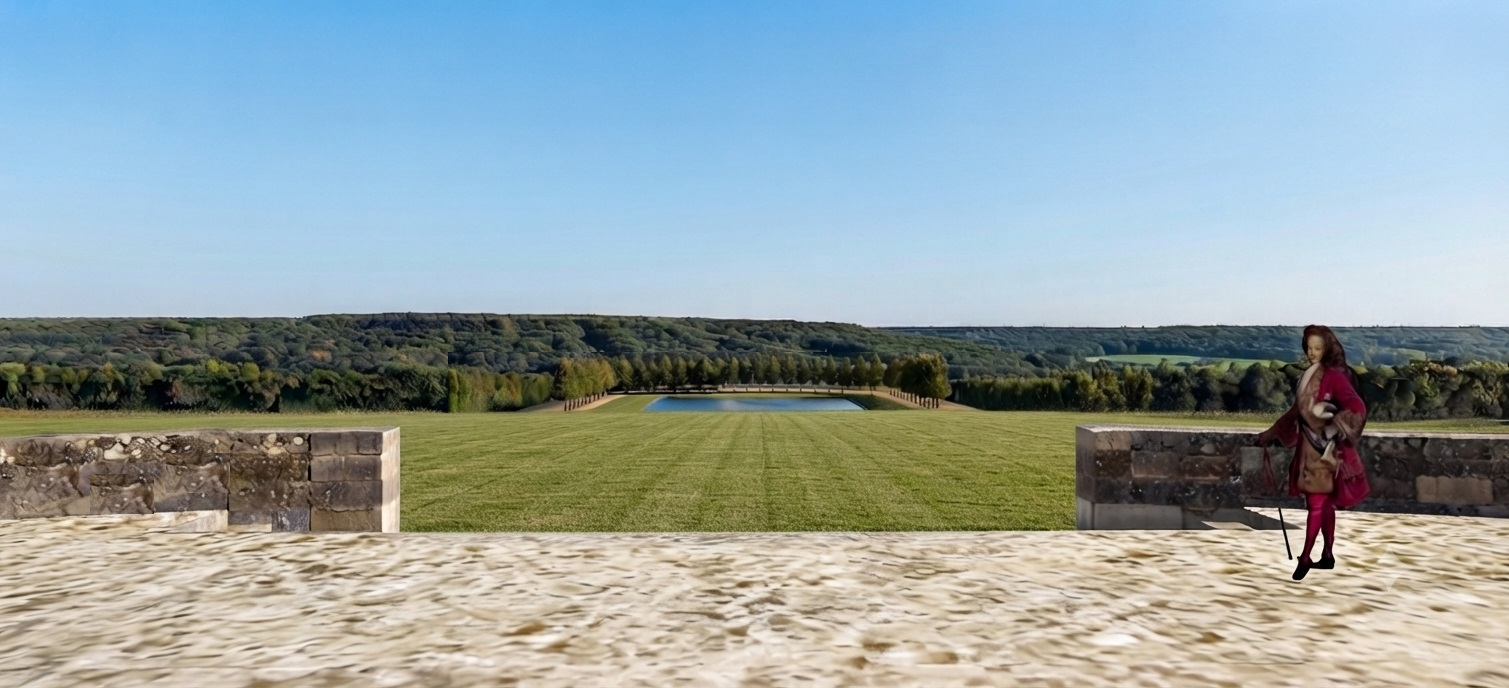
[fr→es]Vue depuis l'escalier du bout de la perspective.
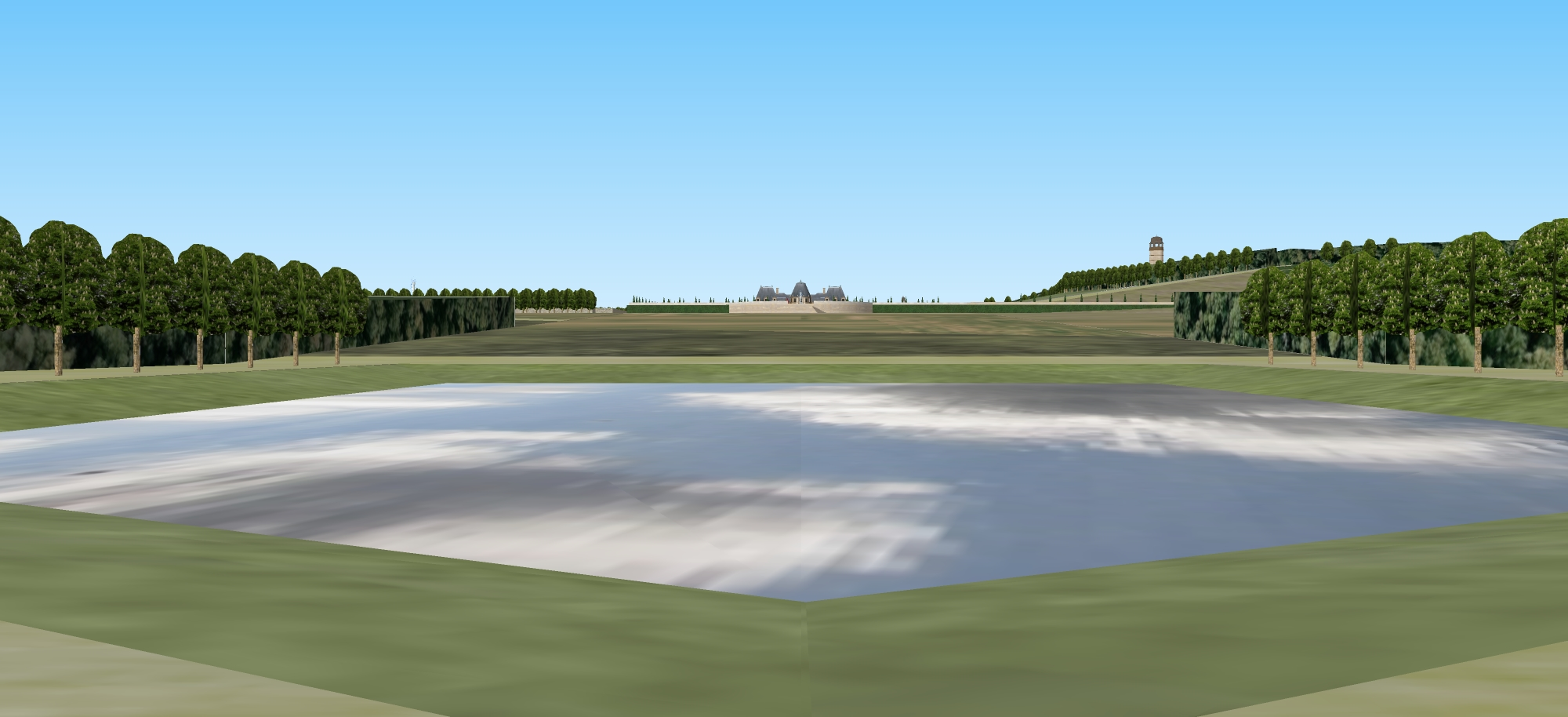
[fr→es]Vue depuis le bout de l'étang, en direction du château. La composition rappelle Chaville.
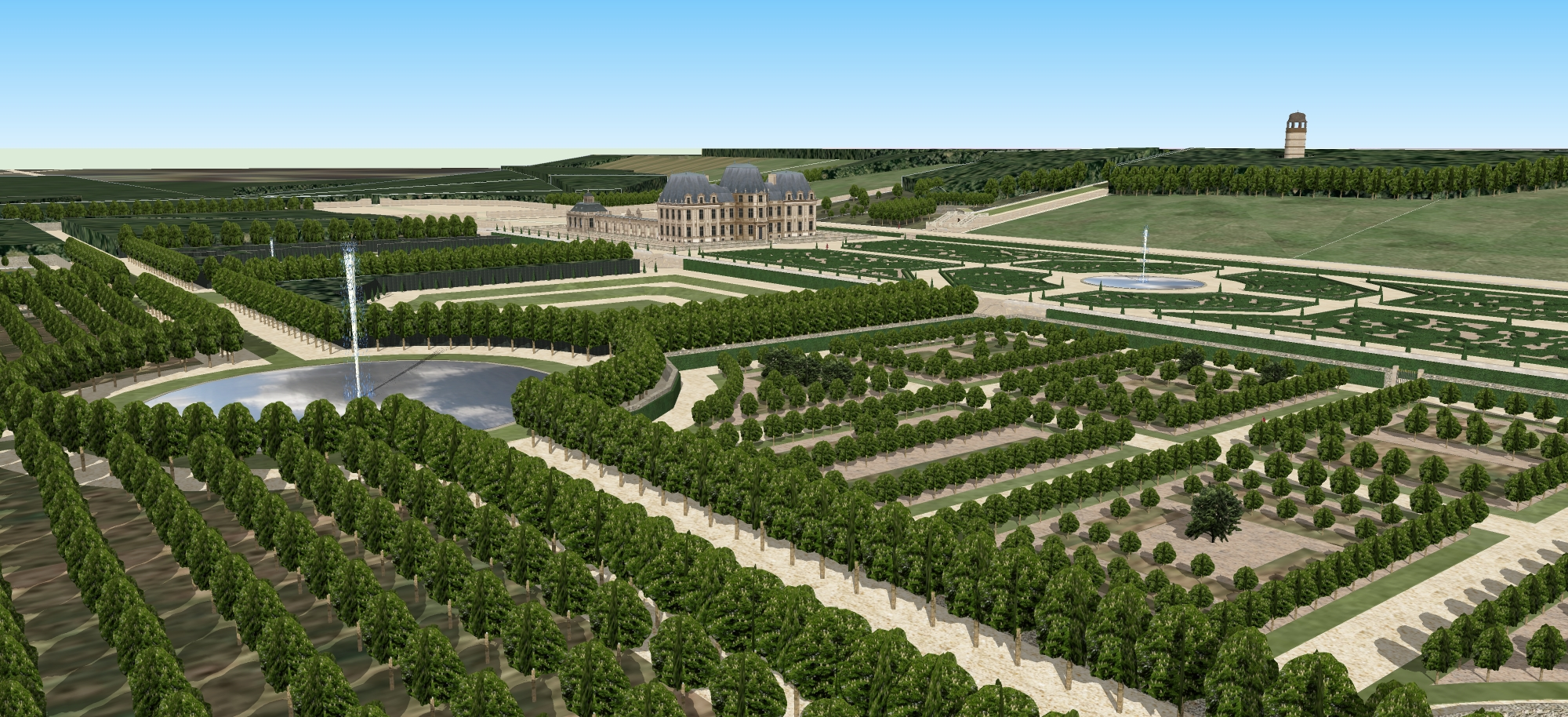
[fr→es]Vue aérienne du domaine, avec les plantations fruitières.
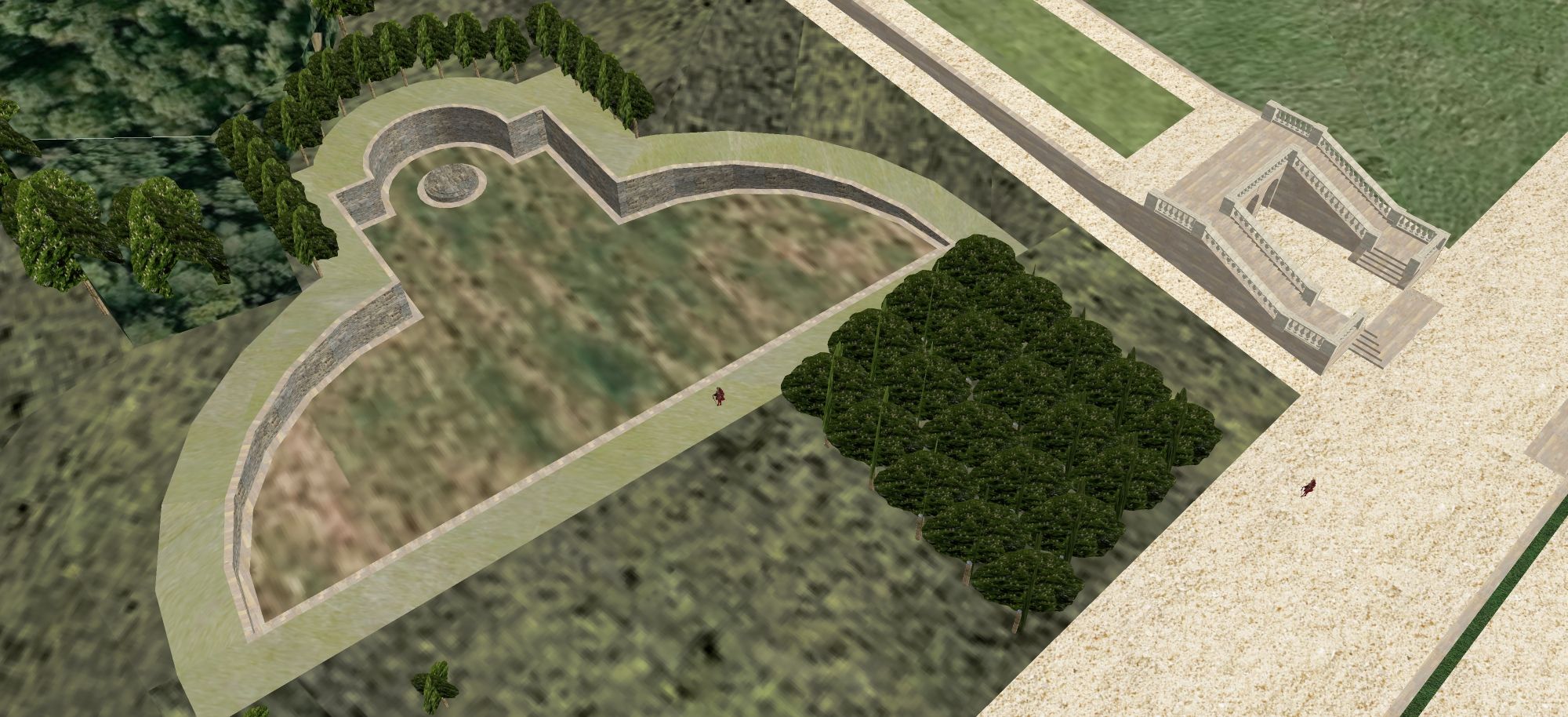
[fr→es]Vue de l'ancienne grotte et de la nouvelle grotte de Louis Le Vau.
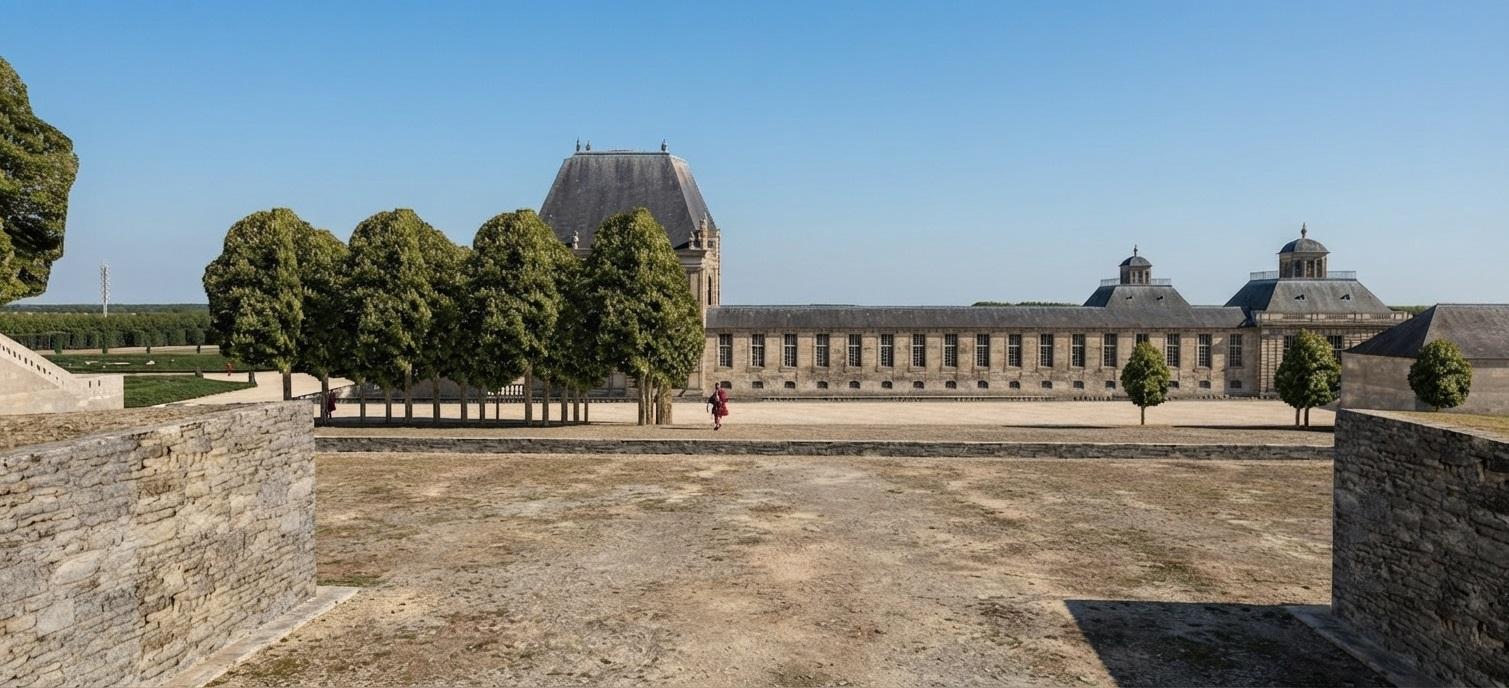
[fr→es]Vue depuis le haut de l'ancienne Grotte.
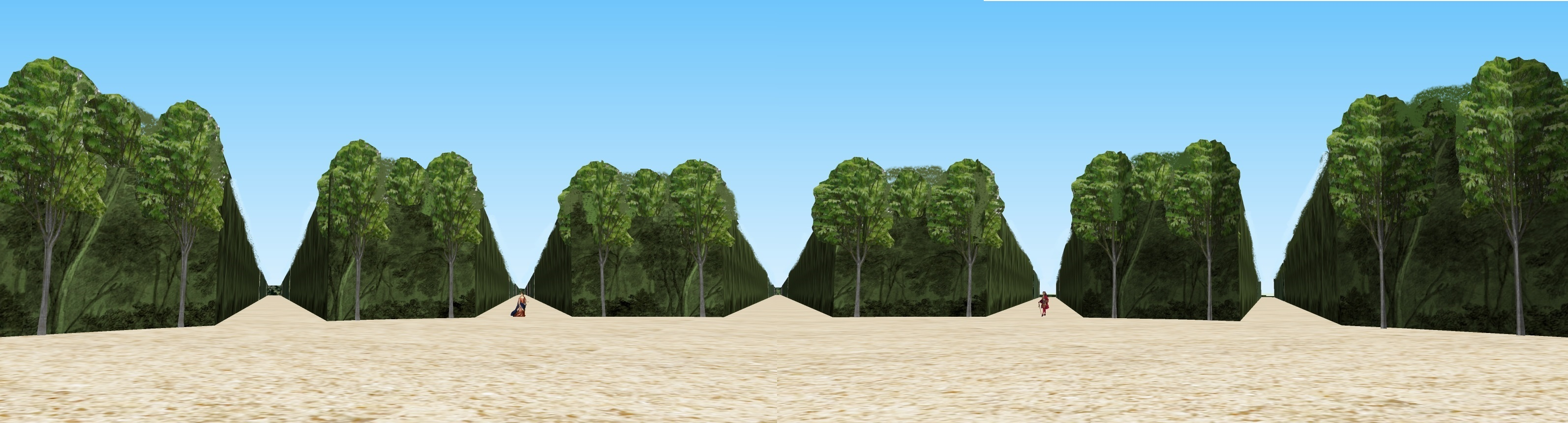
[fr→es]Schéma des allées en intersection sur la partie haute du domaine, près le Belvédère (comme à St Maur).
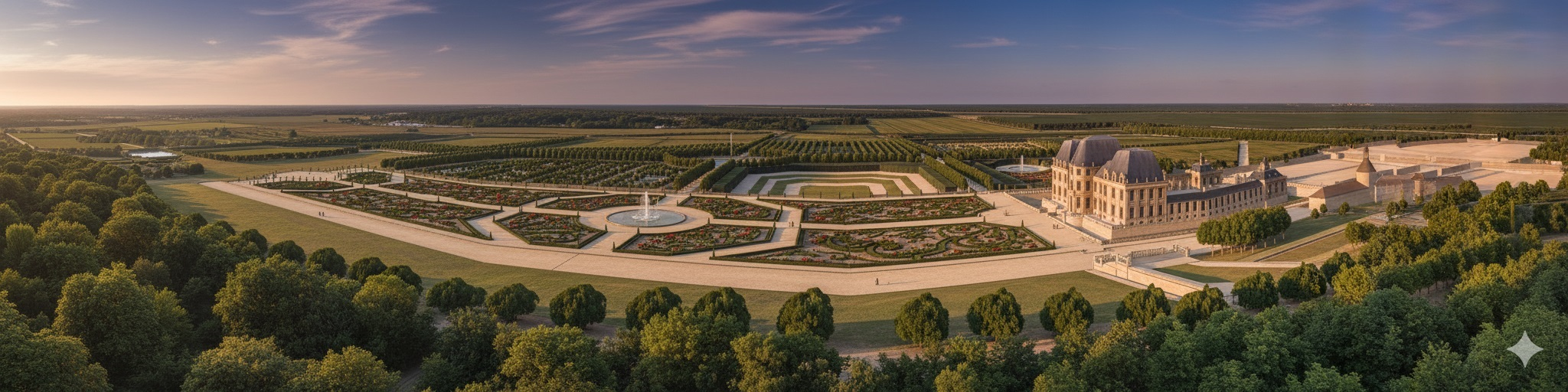
[fr→es]Schéma donnant la vision à 180 degrés depuis le Belvédère.

### El marqués de Livry
Cuando la princesa murió, la herencia volvió a Luis II de Borbón, príncipe de Condé. En 1694, lo cedió al marqués de Livry, entonces primer maître d'hôtel y capitán de caza del rey, quien fue autorizado por patente de 1697 para unir el señorío de Raincy y el marquesado de Livry .El marqués de LivryEl marqués de Livry

### Los duques de orleans

#### Luis Felipe de Orleans
En 1769, Louis-Philippe d'Orléans compró la propiedad deshaciéndose del castillo de Bagnolet; adquirió la finca por 1 000 000 de francos; solo pagó 763.000, el resto nunca se saldó. Acababa de ofrecer el señorío de Villemomble a Mademoiselle Le Marquis, conocida como Madame de Villemomble, con quien mantenía lazos cordiales, y deseando poder seguir encontrándola amistosamente, hizo perforar una puerta en el muro circundante que daba a Villemomble. Encomendó la modificación de los interiores al arquitecto Henri Piètre, entonces arquitecto ordinario del príncipe.
Hizo rediseñar el parque. en inglés » por un tal Pottier, Caballero de la Orden Real y Militar de Saint-Louis, este último, retirado del servicio, se había ganado una reputación como diseñador de jardines ingleses ; fue uno de los primeros parques de estilo inglés en Francia.
Hacia 1773, fue este mismo Pottier quien lo restauró y lo decoró con cascadas artificiales y mandó construir dependencias como un establo y, sobre todo a petición del duque de Orleans, muy aficionado a la caza, una perrera. Se firmó un acuerdo entre el presidente Hocquart, entonces señor de Gagny y Montfermeil, y Louis-Philippe d'Orléans para la construcción de un acueducto para abastecer las fuentes del castillo; tenía sus fuentes en la fuente de Martelet, el Lac des Sept-Îles y la fuente de Saint-Fiacre. Una bomba contra incendios fue construida por un mecánico inglés llamado Spiring especialmente para aumentar el flujo de agua. ; bombeaba una napa freática situada 75 m  más abajo, esta última serpenteaba por el parque en forma de río artificial y desembocaba en un lago donde en medio había un pabellón construido sobre una roca. A continuación se perfora el muro de cerramiento con 5 puertas de acceso : las puertas de Gagny, Villemomble, Bondy, Chelles, y la principal, la puerta de Livry en cuyo lado había un lago, una lechería, un invernadero ubicado en el parque de la actual escuela secundaria Albert Schweitzer ; en cuanto a la Porte de Chelles, que estaba ubicada en un lugar llamado le petit Raincy, albergaba un apartamento que podía alojar a un invitado.
El Hermitage se llama así porque, según Charles Beauquier, en los días de recepción en el castillo, un sirviente disfrazado de ermitaño les decía el futuro a los invitados.

#### Felipe Igualdad
1785, los hilos de Louis-Philippe d'Orléans, Louis-Philippe Joseph d'Orléans, el futuro Philippe Égalité, hereda la propiedad. 1787, manda embellecer los jardines, el parque y el castillo. Para ello apeló a Thomas Blaikie . Este renombrado jardinero escocés, célebre en particular por el diseño del jardín Bagatelle, cuyo estilo estaba muy de moda en la época, transformó el parque en un jardín paisajista, una moda llegada desde Gran Bretaña, y se dedicó a repartir arboledas y plantaciones. respetando las irregularidades del terreno, como exige el diseño de estos nuevos parques. Allí construyó instalaciones agrícolas, una granja pero también una casa de fieras, integradas en el parque paisajístico. Las fábricas del parque son conocidas por numerosos grabados y pinturas de Carmontelle. La antigua Torre data de la primera campaña de obras, es decir de 1777. Las construcciones de la Perrera, la Granja, el Establo y el Invernadero se realizaron durante los años 1786-1787. Entre estas fábricas, debemos mencionar las casas rusas, construidas como isbas, que fueron particularmente famosas.
Alexander Howatson sucedió a Blaikie : este último lo encontró mediocre pero, sin embargo, consideró que cuidaba brillantemente el césped del Château du Raincy del que era responsable.
Louis-Philippe Joseph d'Orléans contrató personal del otro lado del Canal para administrar todas las plantaciones y actividades del parque. El personal y sus familias fueron alojados en casas individuales y se les permitió cultivar algunos acres de tierra por sí mismos. Poco a poco, lo que se llamará el " aldea inglesa » se constituyó y la llamada casa del gerente (18 bis boulevard du Nord) recuerda la memoria.

### Después de la Revolución: varios ocupantes

#### M. Sanguin de Livry
Durante la Revolución Francesa, los sans-culottes saquearon el castillo que a sus ojos representaba la opulencia de la monarquía . El dominio fue confiscado. Lo compró M. Sanguin de Livry, nieto del marqués de Livry, que daba allí famosas fiestas a las que asistían madame Tallien, madame Récamier y la bailarina Trenitz .

#### Claude-Xavier Carvillon des Tillières
El castillo pasó luego a Claude-Xavier Carvillon des Tillières.

#### Gabriel-Julien Ouvrard
El proveedor Gabriel-Julien Ouvrard, que había alquilado el castillo desde 1799, lo compró en 1806 pero quebró al año siguiente. El castillo pasó a manos de Claude-Xavier Carvillon des Tillières, quien lo alquiló al general Junot . Ouvrard encargó la demolición y reconstrucción de un edificio más modesto al arquitecto Louis-Martin Berthault . También remodeló el parque. Este castillo de construcción neoclásica es conocido por un grabado de 1808 .

#### Napoleón I
En 1812, la finca fue comprada por Napoléon.
Abandonado, fue ocupado por el ejército prusiano y tuvo que ser destruido en 1819 .

### Luis Felipe
Luego, volvió al duque de Orleans, el futuro la propiedad , quien fue aquí, considerado más seguro que el castillo de Neuilly, el día de la muerte . A partir de entonces, solo lo utilizó como coto de caza. Luego, los invitados se alojaron en casas rusas.

### La revolución de 1848 y la subdivisión del parque.
La finca fue saqueada durante la revolución de 1848 y los decretos del 22 de enero y  despojó definitivamente a la familia Orléans de él para llevarlo al dominio del Estado. El parque fue subdividido bajo el Segundo Imperio y formó el municipio de Raincy, creado en 1869 por la división del municipio de Livry.

### Actualidad
Según documentos cartográficos de varias épocas, estaba situado en el eje de la actual Avenue de la Résistance, ligeramente al sur del ayuntamiento. Durante la Primera Guerra Mundial, el General Maunoury estableció allí su cuartel general dentro del actual ayuntamiento. Se accedía desde la Route de Meaux (actual Route Nationale 3 ) por un largo camino bordeado de hileras de árboles, correspondiente a Avenue Jean-Jaurès, a Pavillons-sous-Bois, luego Avenue Thiers a Raincy.
Algunos de los objetos que lo adornaban se encuentran ahora en Museo del Louvre, incluidos los bustos de mármol de Enrique II, Carlos IX, Enrique III y Enrique IV. De los edificios no queda nada, salvo algunos vestigios muy modestos de ciertas fábricas del parque (la perrera, la granja –hoy iglesia de Saint-Louis–, parte del invernadero de naranjos), un estanque dentro de la escuela, así como los dos casetas de vigilancia en la carretera de Meaux, que dio nombre al municipio de Pavillons-sous-Bois.